# (66268) 1999 JJ3
(66268) 1999 JJ3 là một tiểu hành tinh vành đai chính. Nó được phát hiện bởi Yoshisada Shimizu và Takeshi Urata ở Đài thiên văn Nachi-Katsuura ở Nachikatsuura, Wakayama, Nhật Bản, ngày 7 tháng 5 năm 1999.